# Fakultät für Maschinenbau und Schiffstechnik Rostock

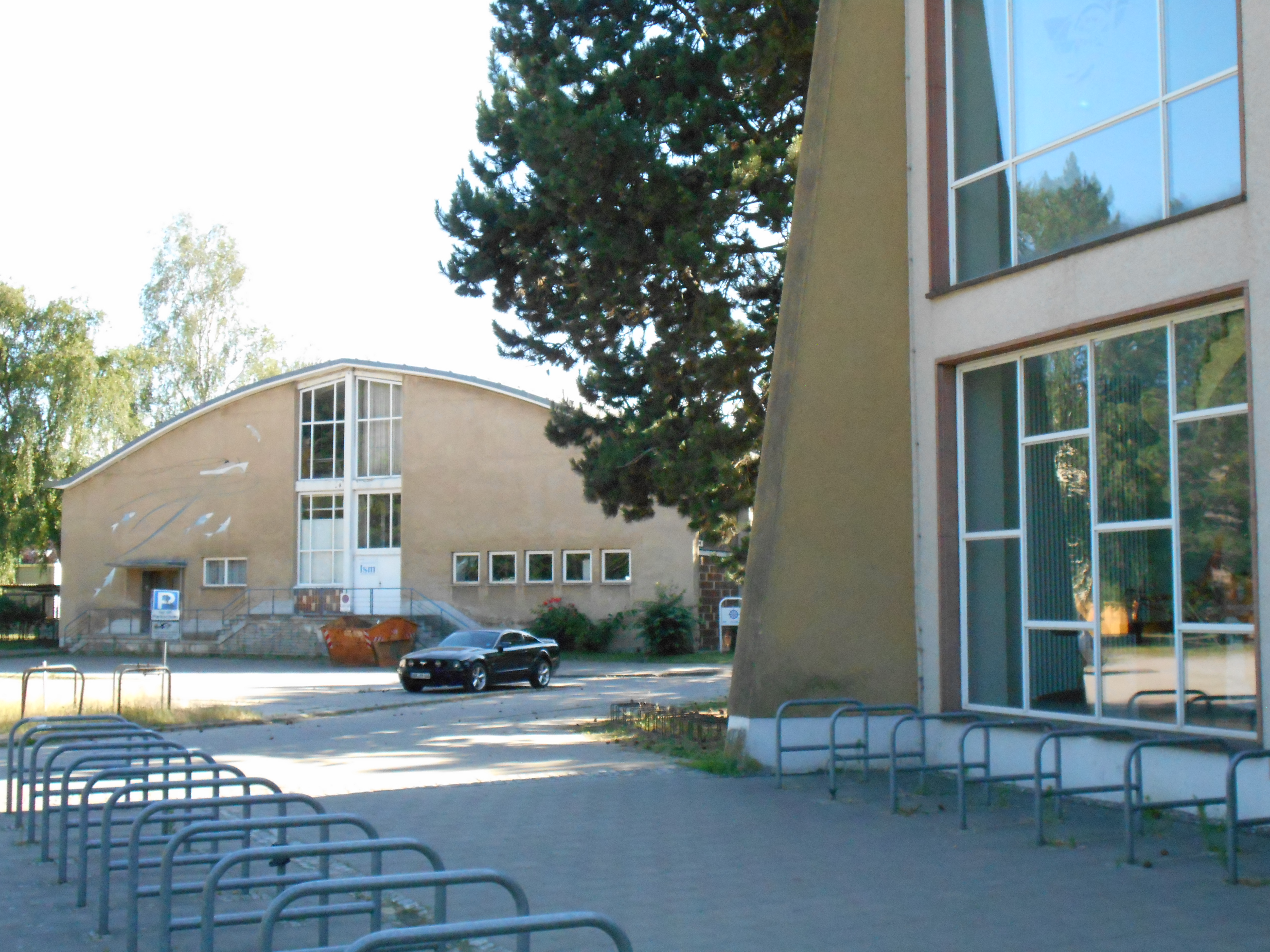
Großer Hörsaal und Strömungshalle

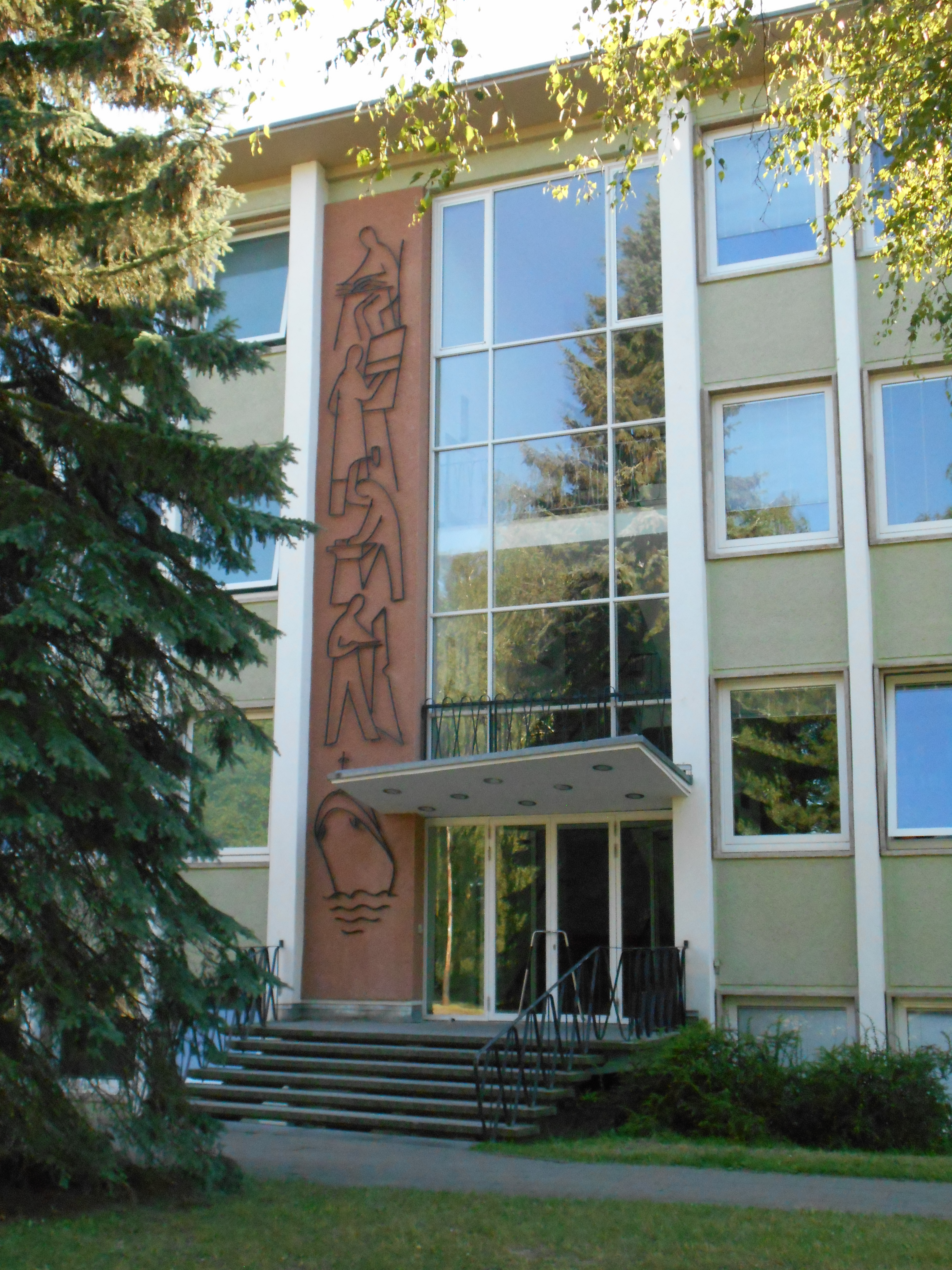
Treppenhaus des Verwaltungsgebäudes

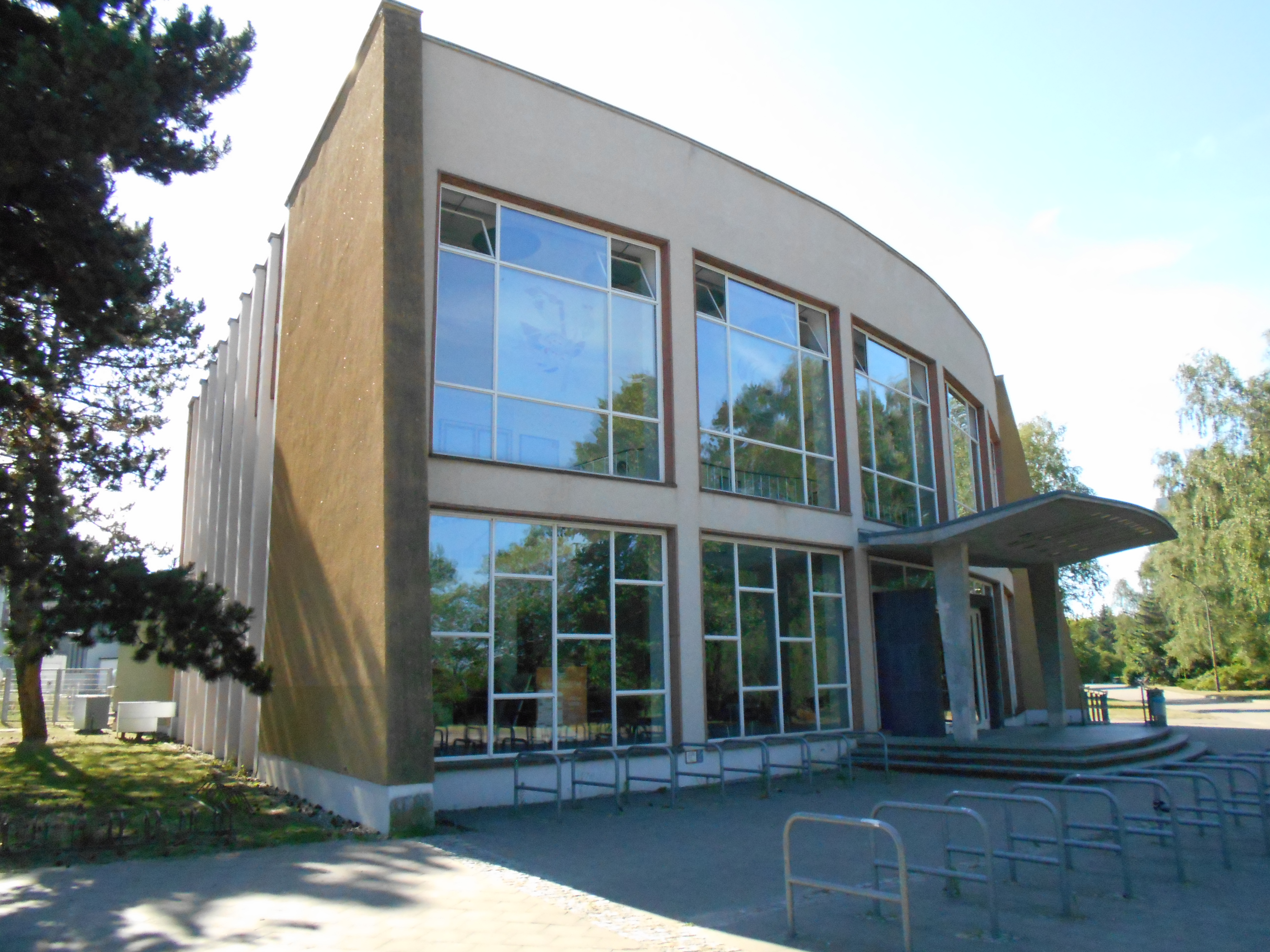
Großer Hörsaal

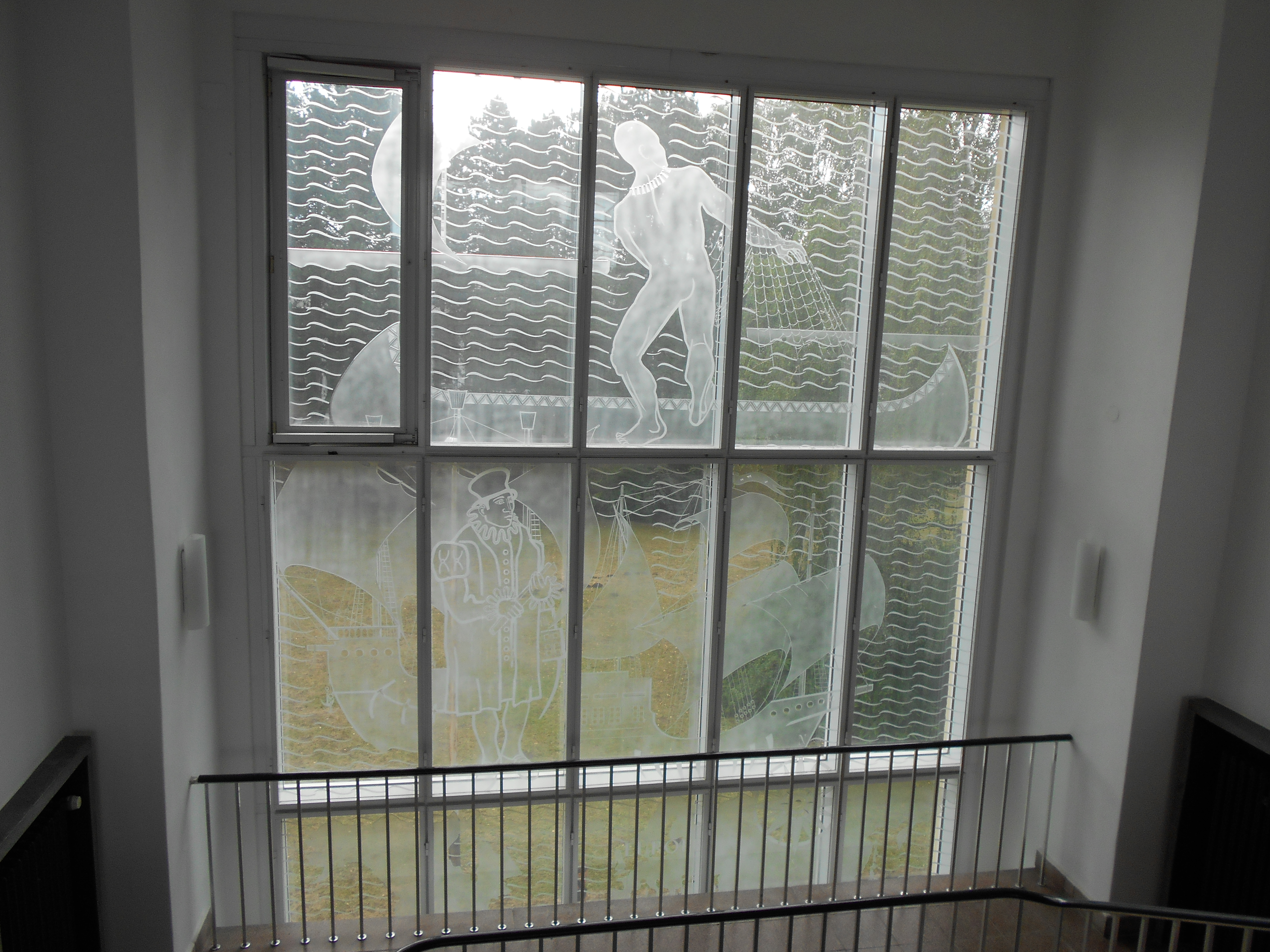
Treppenhaus im Seminargebäude

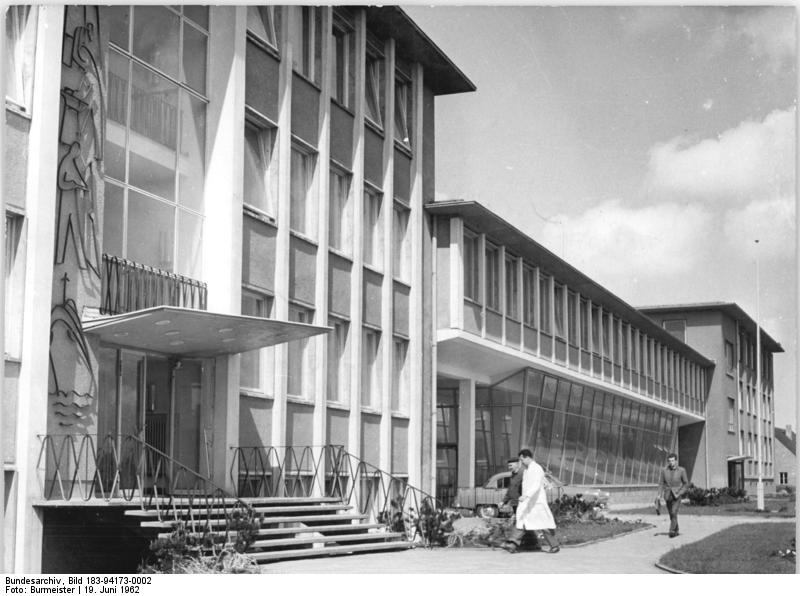
Eingang zum Verwaltungsgebäude mit Stelzengang, Zustand 1962

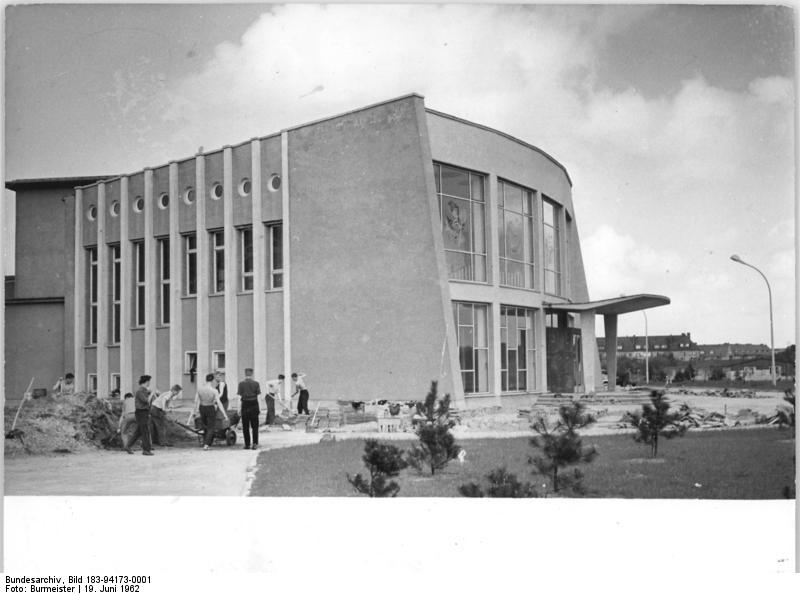
Großer Hörsaal, Zustand 1962

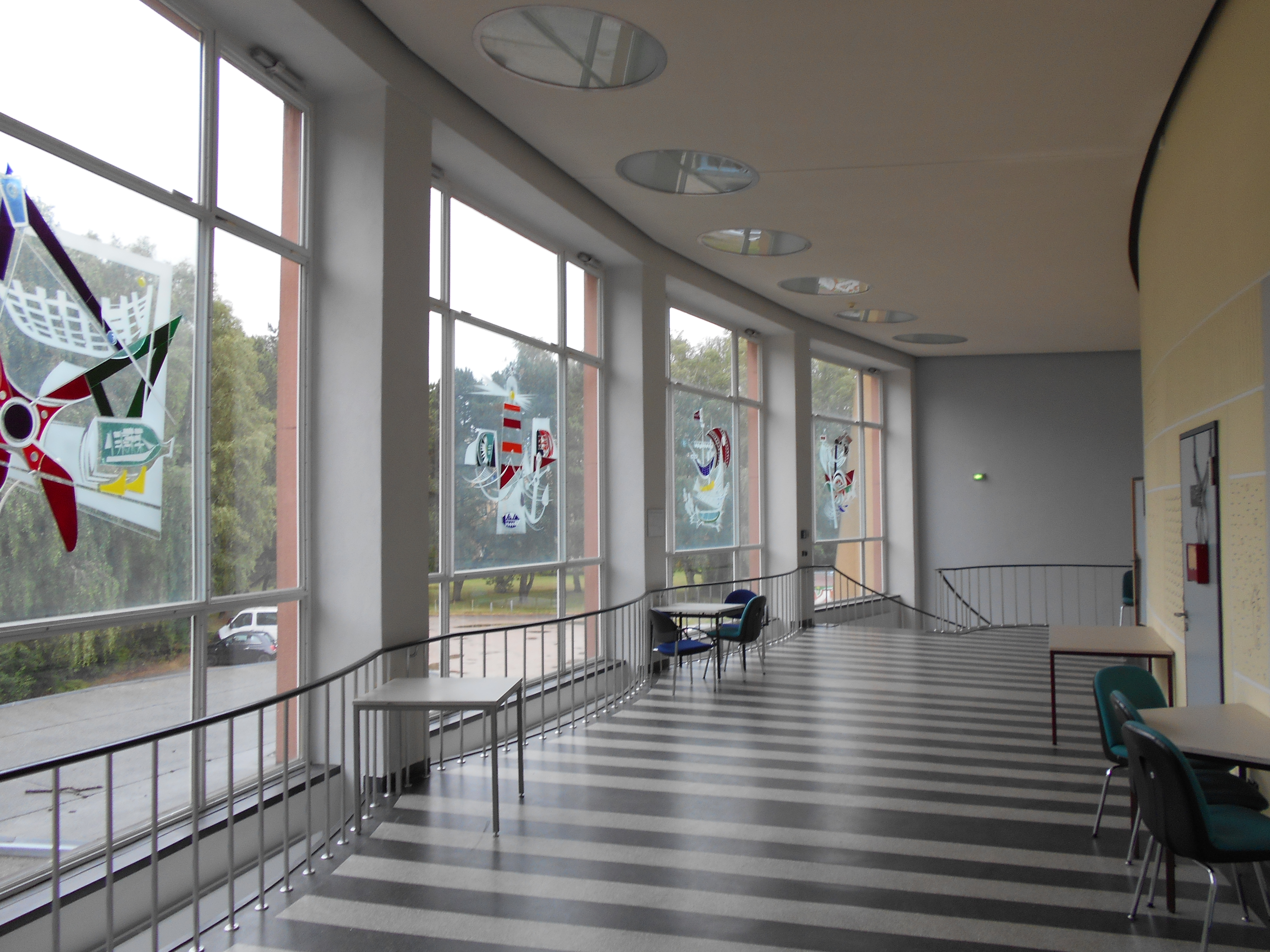
Foyer im Großen Hörsaal

Die Fakultät für Maschinenbau und Schiffstechnik der Universität Rostock (ehemals: Schiffbautechnische Fakultät) ist ein Gebäudekomplex in der Südstadt von Rostock in Mecklenburg-Vorpommern. Er beherbergt die ingenieurwissenschaftliche Fakultät der Universität Rostock und steht als qualitätvolles architektonisches Ensemble der Moderne unter Denkmalschutz.

## Geschichte
Die Geschichte der Schiffbautechnischen Fakultät begann mit der Gründung am 26. Mai 1951 als erste ingenieurwissenschaftliche Fakultät an einer klassischen Universität.
Am 1. September 1953 wurde die Umbenennung in Schiffbautechnische Fakultät vorgenommen; die Rückbenennung in Technische Fakultät erfolgte am 1. September 1963.
Im Rahmen der III. Hochschulreform 1967/1968 wurde die Universität umstrukturiert. Die Technische Fakultät wurde in die Fakultät für Mathematik, Physik und Technische Wissenschaften eingegliedert. Die Sektionen Schiffstechnik und Landtechnik wurden gebildet. Die bisherigen Institute wurden in Wissenschaftsbereiche umgewandelt.
Im Jahre 1990 wurde die Struktur mit Sektionen von 1968 wieder aufgehoben und die Wissenschaftsbereiche wieder in Institute umgewandelt.
Am 1. Oktober 1992 wurde die Fakultät für Ingenieurwissenschaften neugegründet. Ein Bestandteil dieser Fakultät ist der Fachbereich Maschinenbau und Schiffstechnik.
Nach einer Organisationsverfügung des Rektors zur Schaffung konkurrenzfähiger und wirtschaftlich vergleichbarer großer Einrichtungen wurde mit Wirkung vom 1. Januar 2004 die Fakultät für Ingenieurwissenschaften in zwei Fakultäten aufgeteilt. Damit entstand die Fakultät für Maschinenbau und Schiffstechnik.

## Architektur
Die Technische Fakultät wurde 1951 in der Aula der ehemaligen Gewerbeschule an der Parkstraße eröffnet. In den Jahren 1956–1960 wurden die Gebäude in der Albert-Einstein-Straße 2 in der Südstadt von Rostock im Jahr erbaut und mit der Fertigstellung des Hörsaals 1961 vollendet. Die Architekten der Neubauten in der damals noch nahezu unbebauten Südstadt waren Ernst Gahler und Walter Baresel. In einigen Bereichen der Gebäude wurden später Veränderungen vorgenommen, vor allem im Gebäude des ehemaligen Windkanals, der durch den Umbau zum Heizkraftwerk in den 1980er Jahren architektonisch entstellt wurde. Auch das Gebäude des Studentenclubs ST-Club wurde nutzungsbedingt stark verändert. Die an das Seminargebäude angrenzenden, gleichzeitig mit diesem entstandenen Gebäude der Fakultat für Informatik und Elektrotechnik (IEF) wurden teilweise in den Jahren um 2000 aufgestockt.
Die Gebäude sind frei um mehrere Höfe gruppiert. Sie bestehen aus folgenden Teilen: (im Uhrzeigersinn um den Hof, dann entsprechend der Bebauung entgegen dem Uhrzeigersinn):
1. Gebäude der IEF
2. Seminargebäude mit Foyer
3. Stelzengang
4. Verwaltungsgebäude mit Übergang zum Großen Hörsaal
5. Maschinenhalle (mit Maschinenprüfstand für Großdieselmotoren und Werkstatt)
6. ehemaliger Windkanal
7. Gebäude des ST-Clubs
8. Strömungshalle (mit Längsschlepprinne und Rundlaufkanal, seit 2024 geschlossen wegen Schimmelbefall)[3]
9. Statikgebäude mit Labortrakt und Prüfhalle

Eine umfangreiche Rekonstruktion erfolgte in den Jahren nach 1989, wobei Gesichtspunkte der Denkmalpflege berücksichtigt wurden. Dabei wurde ein Übergang von Seminargebäude und dem Gebäude der IEF geschaffen. Eine Erweiterung wurde 2014 vorgenommen, als eine neue Versuchshalle neben dem ehemaligen Windkanal erbaut wurde. Diese Halle enthält Materialprüfmaschinen für Großversuche und weitere technische Großgeräte.
Die zwei- bis dreigeschossigen Gebäude sind als Stahlbetonfachwerk mit Ziegelausfachung ausgeführt und haben mit Ausnahme der Hallengebäude Stahlbetonflachdächer. Die Hallen sind mit Schalendächern aus Stahlbeton gedeckt. Die Gebäude sind zumeist vertikal mit schlanken Betonpfeilern gegliedert und werden durch große Fenster in Breite der Pfeilerjoche erhellt. Der Treppenhaustrakt des Verwaltungsgebäudes ist mit baugebundener Kunst in Form von Großbildern aus gebogenem Flachstahl akzentuiert. Der Große Hörsaal ist an den großen Fenstern des Foyers mit Glaskunst (geschliffene Farbglasfenster) und im Foyer mit Putzritzungen verziert, die weitgehend original erhalten sind. Weitere Glaskunst (geätzte Fenster) ist im Treppenhaus des Seminargebäudes zu finden. Ein Teich im Hof hinter dem Großen Hörsaal diente zugleich als Kühlwasserreservoir für die Großdieselmotoren in der Maschinenhalle.